# Sierra-leonische Grenze

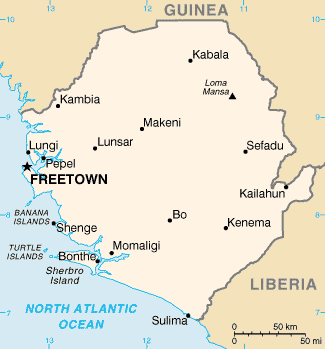
Sierra Leone

Die Grenzen Sierra Leones sind 1495 Kilometer lang, davon 1093 Kilometer Landgrenzen.

## Geographie
Sierra Leone hat zwei Nachbarstaaten:
- Guinea mit einer Grenzlänge von etwa 794 km,
- Liberia mit etwa 299 km.

Die Küstenlinie am Atlantischen Ozean beträgt etwa 402 km.
Die Landgrenze folgt zum Großteil natürlichen orographischen Formen, darunter Grenzflüssen wie dem Mano nach Liberia oder dem Great Scarcies nach Guinea. Lediglich ein Abschnitt im Nordosten des Landes verläuft geradlinig auf dem 10. Breitengrad sowie im südlichen Osten auf 10,6 Grad westliche Länge.